# Yukarıyanlar
Yukarıyanlar is een dorp in het Turkse district Eldivan en telt 100 inwoners (2000).

## Verkeer en vervoer

### Wegen
Yukarıyanlar ligt aan de provinciale weg 18-52.
Centrale districtsplaats (İlçe Merkezi): Eldivan
Gemeenten (Beldeler): Geen
Dorpen (Köyler):
Akbulut · Akçalı · Büyükhacıbey · Çiftlikköy · Çukuröz · Elmacı · Gölez · Gölezkayı · Hisarcık · Hisarcıkkayı · Küçükhacıbey · Oğlaklı · Saray · Sarıtarla · Seydiköy · Yukarıyanlar